# Bistum Žilina
Das Bistum Žilina (lat.: Dioecesis Žilinensis; slowak.: Žilinská diecéza) ist ein römisch-katholisches Bistum im Nordwesten der Slowakei mit Sitz in Žilina.

## Geschichte
Das Bistum wurde am 14. Februar 2008 aus den nördlichen Teilen des Bistums Nitra und aus den Gebieten um die Stadt Martin, die zuvor Teil des Bistums Banská Bystrica waren, errichtet.

## Bistumsgliederung
Das Bistum ist derzeit in zehn Dekanate untergliedert:
- Dekanat Bytča
- Dekanat Čadca
- Dekanat Ilava
- Dekanat Kysucké Nové Mesto
- Dekanat Martin
- Dekanat Považská Bystrica
- Dekanat Púchov
- Dekanat Rajec
- Dekanat Varín
- Dekanat Žilina

## Bischof
- Tomáš Galis (* 22. Dezember 1950 in Selice) Er wurde am 6. Juni 1976 zum Priester geweiht, am 28. August 1999 Titularbischof von Bita und Weihbischof in Banská Bystrica ernannt, geweiht am 25. September 1999, am 14. Februar 2008 Bischof von Žilina.